# Turn the Car Around
Turn the Car Around es el cuarto álbum de estudio del músico británico Gaz Coombes. Fue publicado el 13 de enero de 2023 a través de Hot Fruit Recordings y Virgin Music.

## Recepción de la crítica
Turn the Car Around recibió reseñas positivas de los críticos. En Metacritic, el álbum obtuvo un puntaje promedio de 85 sobre 100, basado en 8 críticas, lo cual indica “aclamación universal”. Raúl Julián, contribuidor de MondoSonoro, describió Turn the Car Around como “una obra ambiciosa y asentada” y “un elepé que sirve para redescubrir a un compositor bastante más valioso de lo que podría sugerir un primer y despreocupado vistazo”. La revista Retro Pop Magazine calificó el álbum como “una excelente colección de números cuidadosamente elaborados que muestran la excelente maestría musical de Gaz”.

## Lista de canciones
| Lista de canciones de Turn the Car Around |                            |          |  |
| N.º                                       | Título                     | Duración |  |
| 1.                                        | «Overnight Trains»         | 3:46     |  |
| 2.                                        | «Don't Say It's Over»      | 3:47     |  |
| 3.                                        | «Feel Loop (Lizard Dream)» | 3:35     |  |
| 4.                                        | «Long Live the Strange»    | 4:24     |  |
| 5.                                        | «Not the Only Things»      | 5:37     |  |
| 6.                                        | «Turn the Car Around»      | 3:47     |  |
| 7.                                        | «This Love»                | 3:46     |  |
| 8.                                        | «Sonny the Strong»         | 4:11     |  |
| 9.                                        | «Dance On»                 | 5:07     |  |

## Posicionamiento
| Gráfica (2023)                          | Pico de posición |
| --------------------------------------- | ---------------- |
| Bélgica (Valonia) (Ultratop 200 Albums) | 101              |
| Reino Unido (UK Albums Chart)           | 6                |
| Reino Unido (UK Album Downloads Chart)  | 2                |
| Reino Unido (UK Vinyl Albums Chart)     | 2                |
| Suiza (Schweizer Hitparade)             | 67               |